# Давыдов, Иван Васильевич (Герой Социалистического Труда)
- Не следует путать с полным тёзкой — Героем Советского Союза Иваном Васильевичем Давыдовым

Иван Васильевич Давыдов (22 октября 1922 — 26 ноября 1997) — наладчик Пензенского НИИ электронно-механических приборов (НИИЭМП) Министерства электронной промышленности СССР. Герой Социалистического Труда (1971).

## Биография
Родился 22 октября 1922 года в с. Рамзай (ныне Мокшанского района Пензенской области).
Участник Великой Отечественной войны. В 1945 году — командир орудия 12-й батареи 1078-го зенитного артиллерийского полка, старший сержант. Награждён медалью «За боевые заслуги».
С сентября 1961 года работал слесарем, литейщиком отдела № 3, а затем наладчиком установок ТВЧ в Пензенском научно-исследовательском институте электронно-механических приборов. Внёс большой практический вклад в разработку сплавов для микропроводов в стеклянной изоляции и технологию их литья. Автор 28 рационализаторских предложений.
Указом Президиума Верховного Совета СССР от 26 апреля 1971 года «за выдающиеся заслуги в выполнении пятилетнего плана, создании новой техники и развитии электронной промышленности» присвоено звание Героя Социалистического Труда с вручением ордена Ленина и золотой медали «Серп и Молот».
С 1982 года на пенсии.

## Награды
- Орден Ленина (26.04.1971)
- Орден Отечественной войны 2-й степени (11.03.1985),
- медалями, в том числе «За боевые заслуги» (29.05.1945), «40 лет победы в Великой Отечественной войне» (1985).